# Agriotherium
Agriotherium je izumrli rod zvijeri iz porodice medvjeda. Živjeli su u razdobljima kasnog miocena i pleistocena (prije 13,6-2,5 milijuna godina) u Sjevernoj Americi, Europi, Africi i Aziji.
Imenovao ih je Wagner 1837. Bili su dugi oko 270 centimetara, pa su tako bili veći od današnjih medvjeda. Osim podvrste današnjeg polarnog medvjeda, Ursus maritimus tyrannus, zajedno s kratkoglavim medvjedom bio je najveći među članovima reda zvijeri. Uglavnom se hranio mesom. 
Fosili su nađeni u Meksiku, Nevadi, Floridi, Španjolskoj, Francuskoj, Namibiji, Etiopiji, Indiji i Kini.